# تياغو فالينتي
تياغو فالينتي (بالبرتغالية: Tiago Carlos Morais Valente) (24 أبريل 1985 بماسيدو دي كافاليروس في البرتغال - ) هو لاعب كرة قدم برتغالي في مركز الدفاع. شارك مع منتخب البرتغال تحت 20 سنة لكرة القدم. أما مع النوادي، فقد لعب مع ليخيا غدانسك ونادي باسوش دي فيريرا ونادي فيتوريا سيتوبال ونادي ديبورتيفو داس أيفيس ونادي غوندومار ونادي بينفايل.

## روابط خارجية
- تياغو فالينتي على موقع قاعدة بيانات كرة القدم.إي يو (الإنجليزية)
- تياغو فالينتي على موقع Soccerway.com (الإنجليزية)
- تياغو فالينتي على موقع AS.com (الإسبانية)